# Condado de Franklin (Maine)
O Condado de Franklin é um dos 16 condados do Estado americano do Maine. A sede do condado é Farmington, e sua maior cidade é Farmington. O condado possui uma área de 4 518 km² (dos quais 120 km² estão cobertos por água), uma população de 29 467 habitantes, e uma densidade populacional de 7 hab/km² (segundo o censo nacional de 2000). O condado foi fundado em 1760.